# Nowa Kuźniczka
Dzielnica Dąbrowy Górniczej o charakterze wiejskim, położona na trasie Okradzionów – Olkusz, na obszarze tzw. „Szwajcarii Zagłębiowskiej”. Oddalona o ok. 20 km od centrum. Dawna wieś, przyłączona do Dąbrowy Górniczej w 1977 r. Zajmuje powierzchnię 345 ha. Nazwa osady pochodzi od kuźnicy – zakładu działającego tutaj pomiędzy XVI a XIX w., w którym przekuwano wytopiony galman. Napęd młotów stanowiła siła wody rzeki Białej Przemszy.